# Sphacanthus humbertii
Sphacanthus humbertii är en akantusväxtart som beskrevs av Raymond Benoist. Sphacanthus humbertii ingår i släktet Sphacanthus och familjen akantusväxter. Inga underarter finns listade i Catalogue of Life.